# Речь (газета)
«Речь» (оригинальное название: Рѣчь) — ежедневная политическая, экономическая и литературная газета, выходившая в 1906—1918 годах.

## История
«Речь» позиционировала себя как «внепартийную» независимую газету, при этом фактически являлась органом Конституционно-демократической партии.
Выходила с 23 февраля 1906 года. Инженер и меценат Юлиан Бак начал в 1906 году издание крупной политической газеты «Речь», потратив 30 тысяч рублей на её создание и вверив ведение её деятелям конституционно-демократической партии (со дня смерти Бака в газете постоянно печатался подзаголовок «Основана Ю. Б. Баком»). Главная контора располагалась в доме Бака на Кирочной улице, № 24, в квартире № 21, редакция, экспедиция и типография располагались по адресу ул. Жуковского, № 21.
Издатели в разное время: Ю. Б. Бак, Н. К. Милюков, В. Д. Набоков, И. И. Петрункевич. Фактические руководители — И. В. Гессен и П. Н. Милюков (он же основной автор политических передовиц). В «Речи» сотрудничали А. Н. Бенуа, С. А. Венгеров, В. И. Вернадский, И. М. Гревс, А. С. Изгоев, Н. И. Кареев, С. Ф. Ольденбург, П. Б. Струве, Д. С. Мережковский, С. Поляков-Литовцев, С. Л. Франк, А. А. Шахматов, Г. Н. Штильман, Т. Л. Щепкина-Куперник и многие другие учёные, деятели политики и культуры. «Речь» публиковала хронику столичной, провинциальной и международной жизни, аналитические материалы, освещала события культуры. В политическом отношении была сторонницей сближения России с Англией и Францией (например, приветствовала англо-русское соглашение о разделе сфер влияния).
В 1914 году осудила убийство австрийского эрцгерцога и выступила против вмешательства России в австро-сербский конфликт. Вероятно поэтому выпуск «Речи» сразу после вступления России в Первую мировую войну был приостановлен властями 2 августа 1914 года. Только через два дня по личной просьбе председателя Государственной Думы Родзянко выпуск газеты был возобновлён. Сразу же «Речь» опубликовала царский манифест о начале войны, призвала «отложить внутренние споры, когда внешний враг стоит у ворот».
В качестве приложений выходили журнал «Иллюстрированная неделя» (1906), стенографические отчеты Государственной Думы (1906—1908), «Ежегодник газеты „Речь“» (1912—1916).
После Октябрьской революции газета 26 октября 1917 года была закрыта большевиками. До августа 1918 года выходила под названиями «Наша речь», «Свободная речь», «Век», «Новая речь», «Наш век».